# Helmbund

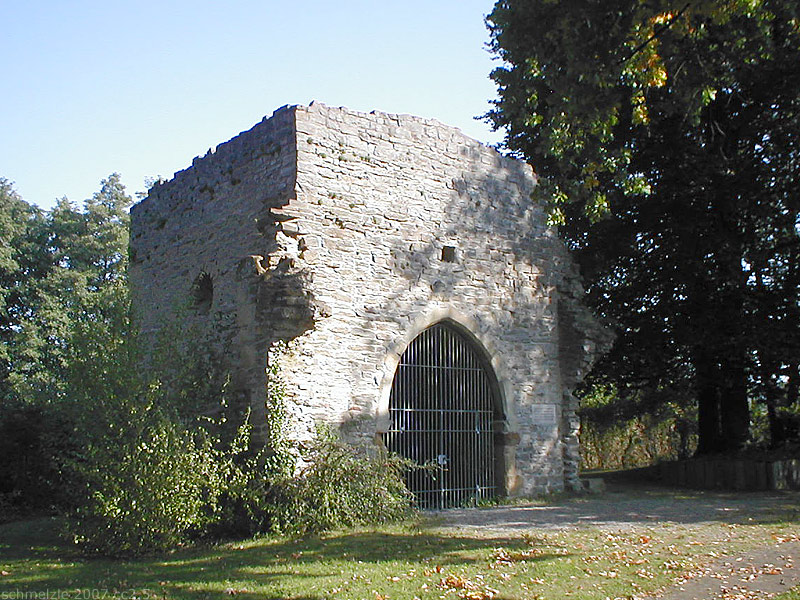
Die Ruine der Helmbundkirche erinnert bis heute an die ehemalige Siedlung Helmbund

Helmbund ist eine abgegangene Siedlung bei Neuenstadt am Kocher im Landkreis Heilbronn im nördlichen Baden-Württemberg. Der Ort wurde im Jahr 797 erstmals erwähnt und gilt als Muttersiedlung von Neuenstadt am Kocher. Nach Errichtung der neuen Stadt wurde Helmbund im 14. Jahrhundert aufgegeben. Heute erinnert lediglich die Ruine der Helmbundkirche an die einstige Siedlung.

## Lage
Die Ruine liegt an der südlichen Weichbildgrenze von Neuenstadt zwischen zwei Ästen der Cleversulzbacher Straße etwas über dem linken Ufer der Brettach auf etwa 170 m ü. NN im unteren Mündungsdreieck ihres Zuflusses Limbach. Im Norden und Westen schließen Sportplätze an.

## Geschichte
Helmbund wurde im Jahr 797 im Lorscher Codex anlässlich der Schenkung einer Hofreite des Milo in Helmanabiunde an das Kloster Lorsch erstmals urkundlich erwähnt. Der Ort lag am linken Ufer einer großen Schleife der Brettach an einer Zweigstraße des Handelswegs von Worms nach Regensburg. Der Ortsname bedeutet Herrenhof der Helmana. 1193 bestätigte Kaiser Heinrich VI. Rechte und Besitz des Klosters Lorsch in Helmbund. Später hatten die Herren von Dürn, die Schenken von Limpurg und die Herren von Weinsberg den Ort als Reichslehen. Lehensleute der Weinsberger nannten sich von Helmbund und sind mit Besitz am Ort bis 1354, andernorts noch bis 1466 nachgewiesen.
1325 wurde erstmals die neue Stadt Neuenstadt am Kocher genannt, die ursprünglich wohl auch als Helmbund die neue Stadt bezeichnet wurde und zu deren Gunsten man die alte Siedlung aufgab. Die dem heiligen Kilian geweihte Kirche in der alten Siedlung Helmbund unterstand ab dem späten 13. Jahrhundert dem Kloster Schöntal, blieb noch bis 1481 Pfarrkirche der neuen Stadt und wurde im Dreißigjährigen Krieg zerstört. Der umgebende Kirchhof war bis 1636 Begräbnisstätte für Neuenstadt und Cleversulzbach. In der Gruft der Kirche wurden noch bis ins 18. Jahrhundert verschiedene regionale Adlige bestattet.